# Temporada de ciclones no Índico Sudoeste de 2023-2024
A temporada de ciclones no Índico Sudoeste de 2023-2024 é um evento cíclico anual de formação de ciclones tropicais e subtropicais. Oficialmente começou em 15 de novembro de 2023 e terminará em 30 de abril de 2024, com exceção de Maurício e Seicheles, para o qual terminará em 15 de maio de 2024. Essas datas normalmente delimitam convencionalmente o período de cada ano em que a maioria dos ciclones tropicais e subtropicais se forma na bacia, que fica a oeste de 90°L e ao sul do Equador. Se algum ciclone se formasse entre 1 de julho de 2023 e 30 de junho de 2024, também seria registrado durante esta temporada. Os ciclones tropicais e subtropicais nesta bacia são monitorizados pelo Centro Meteorológico Regional Especializado da Reunião, ou seja, a Météo-France. O Joint Typhoon Warning Center também divulgará atualizações sobre ciclones na área para interesses dos Estados Unidos da América, no entanto emite boletins não oficiais.

## Previsões sazonais
Em outubro de 2023, a Météo-France Reunion (MFR) emitiu a sua previsão sazonal da atividade de ciclones na bacia. A agência previu uma temporada abaixo da média, citando os efeitos de um forte evento El Niño. O MFR colocou as chances de que seja uma temporada abaixo da média em 70%; que seja uma temporada na média em 2% e que seja uma estação acima da média com 10% de chances. O MFR também previa que a temporada fosse abaixo da média, com 5–8 sistemas de intensidade moderada de tempestades tropicais ou superior.
Os Serviços Meteorológicos das Maurícias (MMS) divulgaram as suas previsões para o verão de 2023–2024. Esperava-se a formação de cerca de seis a oito ciclones. O MMS indicou que a região a oeste de Diego Garcia teria condições mais propícias à ciclogênese.

## Sistemas

### Tempestade tropical severa Alvaro
Em dezembro de 2023, o MFR começou a monitorar o potencial de ciclogênese tropical à medida que as ondas Kelvin e as ondas de Rossby se cruzam na porção oeste da área de responsabilidade da agência, antes de uma fase úmida da oscilação Madden-Julian. Previa-se que uma baixa pressão se transformasse numa tempestade tropical moderada a sul do Canal de Moçambique nestas condições. Em 29 de dezembro, um vale de monções produziu convecção a sudeste de Beira, Moçambique, que girou, à medida que a convergência dos ventos aumentava dentro da circulação superficial fechada do sistema. No dia seguinte, o MFR classificou o sistema como uma perturbação tropical e, além disso, o JTWC começou a monitorar a perturbação. Seguindo para sudeste sob a influência de uma crista, a perturbação foi posteriormente em 31 de dezembro elevada para uma depressão tropical pelo MFR. O núcleo quente consolidou-se ainda mais, fazendo com que o sistema se intensificasse em uma tempestade tropical moderada e recebesse o nome Álvaro. Além disso, o JTWC designou a tempestade como ciclone tropical 04S.
Durante 1º de janeiro de 2024, a manutenção de uma banda curva por Álvaro e o surgimento de um olho levaram o MFR a atualizar o sistema para uma tempestade tropical severa (um ciclone com força de um furacão de categoria 1), à medida que o sistema continuava a se fortalecer sob condições favoráveis, apesar do cisalhamento vertical do vento na troposfera de nível médio.  A tempestade tornou-se uma nuvem densa em seu centro em torno de seu olho rudimentar e irregular, cerca de 269 km a leste-nordeste da Ilha Europa, continuando leste-sudeste. Por volta das 12:00 UTC, tanto o MFR quanto o JTWC afirmaram que Álvaro atingiu o pico com ventos sustentados de 110 km/h,  com o MFR medindo a pressão barométrica mais baixa do sistema em 985 hPa. À medida que a tempestade se aproximava de Madagascar, o padrão do topo das nuvens degradou-se lentamente à medida que aquecia, com o olho desaparecendo gradualmente devido ao cisalhamento persistente do vento. Às 19h20 EAT (16h20 UTC) daquele dia, Álvaro atingiu a costa no distrito de Morombe, Madagascar, trazendo ventos sustentados de 140 km/h e ventos com rajadas superiores. Álvaro enfraqueceu rapidamente devido ao terreno montanhoso do país insular, com a extinção das faixas de chuva ao redor do núcleo. Às 12:00 UTC de 2 de janeiro, Álvaro enfraqueceu em uma depressão tropical e exibiu a circulação em imagens de satélite, retendo apenas a convecção sobre o quadrante leste.
Antecipando a chegada de Álvaro, o serviço meteorológico de Madagascar (Meteo Madagascar) emitiu um alerta amarelo para os distritos de Morondava, Manja , Morombe e Toliara no dia 31 de Dezembro. Os pescadores de Maintirano e Toliara foram aconselhados a permanecer fora do mar.  Um dia depois ao chegar ao continente, a agência atualizou o alerta para alerta vermelho.  O prefeito de Morombe relatou danos materiais. Várias partes da cidade foram inundadas, mas não houve vítimas. Muitos residentes foram evacuados das suas casas, utilizando escolas e aldeias periféricas como locais de alojamento. Áreas do sudoeste a sudeste de Madagascar relataram árvores arrancadas, telhados e infra-estruturas danificadas.

### Ciclone tropical Belal
Em 11 de janeiro, o MFR marcou uma zona de tempo instável, citando as condições condutivas induzidas pelo MJO e a onda equatorial de Rossby. Uma crista de monção a norte-noroeste de Madagascar intensificou-se uns dias antes, enquanto a convergência transferiu a humidade para cima.

## Nomes das tempestades
No sudoeste do Oceano Índico, os ciclones tropicais e subtropicais com ventos sustentados de 10 minutos de 65 km/h (40 mph) são geralmente nomeados. No entanto, são os Centros Sub-Regionais de Aconselhamento sobre Ciclones Tropicais nas Maurícias e em Madagascar que nomeiam os sistemas e não o Méteo-France. O Centro Sub-Regional de Aconselhamento sobre Ciclones Tropicais (Serviços Meteorológicos das Maurícias) nas Maurícias nomeia uma tempestade se esta se intensificar para uma tempestade tropical moderada entre 55°E e 90°E . Se, em vez disso, um ciclone se intensificar para uma tempestade tropical moderada entre 30°E e 55°E, então o Centro Sub-Regional de Aconselhamento sobre Ciclones Tropicais (Meteo Madagascar) em Madagascar atribui o nome apropriado à tempestade. Os nomes das tempestades são retirados de três listas pré-determinadas de nomes, que giram trienalmente, com quaisquer nomes que tenham sido usados automaticamente removidos. Os novos nomes nesta temporada são Alvaro, Belal, Candice, Djoungou, Eleanor, Filipo, Gamane, Hidaya, Ialy e Jeremy que substituíram Alicia, Bongoyo, Chalane, Danilo, Eloise, Faraji, Guambe, Habana, Iman e Jobo que foram usados na temporada 2020–2021 .
| - Alvaro - Belal - Candice - Djoungou (sem usar) - Eleanor (sem usar) - Filipo (sem usar) - Gamane (sem usar) - Hidaya (sem usar) - Ialy (sem usar) | - Jeremy (sem usar) - Kanga (sem usar) - Ludzi (sem usar) - Melina (sem usar) - Noah (sem usar) - Onias (sem usar) - Pelagie (sem usar) - Quamar (sem usar) - Rita (sem usar) | - Solani (sem usar) - Tarik (sem usar) - Urilia (sem usar) - Vuyane (sem usar) - Wagner (sem usar) - Xusa (sem usar) - Yarona (sem usar) - Zacarias (sem usar) |

## Efeitos sazonais
| Nome                | Datas ativo                      | Classificação máxima       | Velocidade de vento sustentados | Pressão             | Áreas afetadas         | Danos (USD)  | Fatalidades | Refs                      |
| ------------------- | -------------------------------- | -------------------------- | ------------------------------- | ------------------- | ---------------------- | ------------ | ----------- | ------------------------- |
| Alvaro              | 30 dezembro – 3 Janeiro          | Tempestade tropical severa | 110 km/h (70 mph)               | 985 hPa (29.1 inHg) | Moçambique, Madagáscar | Desconhecido | 19          | [ 7 ]                     |
| Belal               | 11 – 18 janeiro                  | Ciclone tropical           | 150 km/h (90 mph)               | 964 hPa (28.5 inHg) | Maurícia, Réunion      | Desconhecido | 5           | [ 8 ] [ 9 ] [ 10 ] [ 11 ] |
| Candice             | 22 – 27 janeiro                  | Tempestade tropical severa | 95 km/h (60 mph)                | 985 hPa (29.1 inHg) | Maurícia               | Nenhum       | 0           |                           |
| Anggrek             | 25 janeiro – presente            | Ciclone tropical intenso   | 165 km/h (105 mph)              | 957 hPa (28.3 inHg) | Nenhum                 | Nenhum       | 0           |                           |
| Totais da temporada |                                  |                            |                                 |                     |                        |              |             |                           |
| 4 sistemas          | 30 Dezembro – Temporada em curso |                            | 165 km/h (105 mph)              | 957 hPa (28.3 inHg) |                        | Desconhecido | 24          |                           |

## Sumário
- Este artigo foi inicialmente traduzido, total ou parcialmente, do artigo da Wikipédia em inglês cujo título é «2023–24 South-West Indian Ocean cyclone season».